# Begu, Buzău
Begu este un sat în comuna Pănătău din județul Buzău, Muntenia, România. Se află în nord-vestul județului, în zona de munte, la poalele dealului Blidișel, la o altitudine de 819 m. .